# Asfalteny
Asfalteny – składniki organiczne asfaltów, występujące również w ropie naftowej i wielu innych bituminach, twarde, barwy czarnej lub czarnobrunatnej, nierozpuszczalne w niskocząsteczkowych alkanach, rozpuszczalne w toluenie oraz dwusiarczku i (przynajmniej częściowo) czterochlorku węgla. Są nietopliwe, a powyżej 300 °C się rozkładają (z wytworzeniem koksu i gazu).
Asfalteny są związkami wielopierścieniowymi, w znacznej części aromatycznymi z wieloma skondensowanymi pierścieniami, o dużych masach cząsteczkowych (zwykle od 400 do 1500). Obok węgla i wodoru zawierają tlen, azot (około 1%) i siarkę (kilka procent); charakterystyczna jest obecność (nawet kilka procent) żelaza, niklu, wanadu.
Termin ten został wprowadzony przez francuskiego chemika Jeana Baptiste'a Boussingaulta, w roku 1837.